# Robert Alexander Barel
Robert „Rob“ Alexander Barel (* 23. Dezember 1957 in Amsterdam) ist ein holländischer Triathlet, der in den 1980er- und 1990er-Jahren zu den weltweit stärksten Triathleten zählte. Er ist Triathlon-Weltmeister auf der Langdistanz (1994), zweifacher Vizeweltmeister (1997, 1998), Olympiateilnehmer (2000) sowie siebenfacher Europameister. Weiter wird er in der Liste der Altersklassenrekorde beim Ironman Hawaii aufgeführt.

## Werdegang
Rob Barel kam während seines Biologie-Studiums an der Freien Universität Amsterdam erstmals mit Triathlon in Kontakt, als er eine Gruppe von sich auf den Ironman Hawaii vorbereitenden Teilnehmern traf.
Er war zuvor bereits ein erfolgreicher Schwimmer gewesen, startete mit 24 Jahren bei seinem ersten Triathlon und konnte 1982 in Amsterdam seinen ersten Triathlon gewinnen. 
1994 gewann er in Almere die erstmals ausgetragene Weltmeisterschaft auf der Triathlon-Langdistanz.

### Weltmeister Triathlon Langdistanz 1994
Rob Barel startete 13 Mal in Nizza beim Triathlon Longue Distance de Nice bzw. Triathlon International de Nice, wie die Veranstaltung ab 1994 hieß.
Dreimal konnte er (jeweils in Abwesenheit von Seriensieger Mark Allen) diese (neben dem Ironman Hawaii) weltweit prestigeträchtigste Veranstaltung gewinnen, siebenmal stand er auf dem Siegerpodest.

Dreimal erreichte er den vierten Rang beim Ironman Hawaii (3,86 km Schwimmen, 180,2 km Radfahren und 42,195 km Laufen).
In Deutschland startete er sechsmal beim Alpen-Triathlon am Schliersee und konnte das Rennen dreimal für sich entscheiden (1991, 1992, 1995).

### Olympische Sommerspiele 2000
Barel war der einzige aus der Generation der in den 1980er-Jahren dominierenden Athleten, denen es gelang eine Nominierung für die Olympischen Spiele in Sydney, wo erstmals Triathlon zum Programm gehörte, zu erreichen und er belegte den 43. Rang.
Nach den Olympischen Spielen beendete er offiziell seine aktive Karriere und startete nur noch sporadisch als Amateur. In Frankreich wurde er 2007 Weltmeister in der Altersklasse M50-54 auf der Triathlon-Langdistanz und 2008 überraschte er mit dem Sieg der Europameisterschaften im Cross-Triathlon. Seitdem ist er hier immer wieder erfolgreich.

### Altersklassen-Weltmeister 2017
Im September 2017 wurde der damals 59-Jährige in Rotterdam Triathlon-Weltmeister der Altersklasse 60–64.
Auch beim Ironman Hawaii konnte er im Oktober die Altersklasse M60-64 für sich entscheiden und mit 9:46:54 h eine neue Rekordzeit einstellen.
2022 qualifizierte er sich erneut für die Ironman-Weltmeisterschaft in Nizza. Seine Bestzeit auf der Ironman-Distanz liegt seit dem Ironman Hawaii 1995 bei 8:41:17 Stunden.

## Auszeichnungen
- Rob Barel wurde von der International Triathlon Union (ITU) im Jahr 2014 für die Aufnahme in die Hall of Fame nominiert.[3]

## Sportliche Erfolge
| Datum/Jahr    | Platz | Wettbewerb                                           | Austragungsort        | Zeit     | Bemerkung |
| ------------- | ----- | ---------------------------------------------------- | --------------------- | -------- | --- |
| 16. Sep. 2017 | 1     | ITU Triathlon World Championship 60-64               | Rotterdam             | 02:05:03 | Weltmeister Altersklasse 60–64                                                                                |
| 31. Mai 2015  | 20    | NED Triathlon National Championships                 | Weert                 | 02:01:12 | |
| 16. Sep. 2000 | 43    | Olympische Sommerspiele 2000                         | Sydney                | 01:55:36 | |
| 12. Sep. 1999 | 39    | ITU Triathlon World Championships                    | Montreal              | 01:48:16 | |
| 3. Juli 1999  | 34    | ETU Triathlon European Championships                 | Funchal               | 01:53:29 | |
| 4. Juli 1998  | 13    | ETU Triathlon European Championships                 | Velden am Wörther See | 01:52:35 | |
| 7. Juli 1996  | 6     | ETU Triathlon European Championships                 | Szombathely           | 01:43:43 | |
| 5. Aug. 1995  | 1     | Alpen-Triathlon                                      | Schliersee            | 02:04:55 | |
| 30. Juli 1995 | 7     | ETU Triathlon European Championships                 | Stockholm             | 01:48:11 | |
| 2. Juli 1994  | 9     | ETU Triathlon European Championships                 | Eichstätt             | 01:55:21 | |
| 1994          | 1     | ETU Middle Distance Triathlon European Championships | Novo mesto            |          | Europameister auf der Mitteldistanz                                                                           |
| 4. Juli 1993  | 5     | ETU Triathlon European Championships                 | Echternach            | 01:55:33 | |
| 5. Juli 1992  | 15    | ETU Triathlon European Championships                 | Lommel                | 01:52:16 | |
| 6. Sep. 1991  | 1     |                                                      | Gérardmer             |          | |
| 1992          | 1     | Alpen-Triathlon                                      | Schliersee            |          | |
| 12. Sep. 1992 | 3     | ITU Triathlon World Championships                    | Huntsville            | 01:49:43 | Dritter bei der Weltmeisterschaft auf der olympischen Distanz – hinter Simon Lessing und Rainer Müller-Hörner |
| 8. Sep. 1991  | 2     | ETU Triathlon European Championships                 | Genf                  | 01:54:07 | Vizeeuropameister Triathlon                                                                                   |
| 1991          | 1     | Alpen-Triathlon                                      | Schliersee            |          | |
| 26. Aug. 1990 | 2     | ETU Triathlon European Championships                 | Linz                  | 01:50:45 | Vizeeuropameister Triathlon                                                                                   |
| 15. Sep. 1990 | 5     | ITU Triathlon World Championships                    | Orlando               | 01:53:11 | |
| 11. Juni 1989 | 2     | ETU Triathlon European Championships                 | Cascais               | 02:02:54 | Vizeeuropameister Triathlon                                                                                   |
| 6. Aug. 1989  | 5     | ITU Short Distance Triathlon World Championships     | Avignon               | 02:02:01 | |
| 1988          | 1     | ETU Triathlon European Championships                 | Venedig               |          | Europameister Triathlon                                                                                       |
| 1988          | 1     | ETU Middle Distance Triathlon European Championships | Stein                 |          | Europameister auf der Mitteldistanz                                                                           |
| 1987          | 1     | ETU Triathlon European Championships                 | Marseille             |          | Triathlon-Europameister                                                                                       |
| 1986          | 1     | ETU Triathlon European Championships                 | Milton Keynes         |          | Europameister Triathlon                                                                                       |
| 21. Juni 1986 | 1     | ETU Middle Distance Triathlon European Championships | Brasschaat            | 03:54:31 | Europameister auf der Mitteldistanz                                                                           |
| 27. Juli 1985 | 1     | ETU Triathlon European Championships                 | Immenstadt            | 02:37:42 | Triathlon-Europameister beim Allgäu Triathlon                                                                 |

| Datum/Jahr    | Platz | Wettbewerb                                           | Austragungsort | Zeit     | Bemerkung                                                            |
| ------------- | ----- | ---------------------------------------------------- | -------------- | -------- | -------------------------------------------------------------------- |
| 26. Juni 2022 | 153   | Ironman France                                       | Nizza          | 10:50:24 | Platz 1 AK65, Qualifikation für Kona 2022 Kona 2022 DNF              |
| 14. Okt. 2017 | 251   | Ironman Hawaii                                       | Hawaii         | 09:46:54 | Sieger der Altersklasse M60-64 mit neuer Rekordzeit                  |
| 15. Juli 2007 | 1     | ITU Long Distance Triathlon World Championship 50-54 | Lorient        | 04:00:23 | Weltmeister in der Altersklasse M50-54                               |
| 18. Okt. 2003 | 74    | Ironman Hawaii                                       | Hawaii         | 09:27:09 | Ironman-Weltmeisterschaft                                            |
| 27. Sep. 1998 | 1     | Triathlon International de Nice                      | Nizza          | 05:50:27 |                                                                      |
| 5. Sep. 1998  | 2     | ITU Long Distance Triathlon World Championships      | Sado           | 05:52:31 |                                                                      |
| 8. Juni 1997  | 2     | ITU Long Distance Triathlon World Championships      | Nizza          | 05:39:47 | beim Triathlon International de Nice hinter Mark Allen               |
| 28. Sep. 1996 | 3     | Triathlon International de Nice                      | Nizza          | 05:55:58 |                                                                      |
| 1995          | 13    | Ironman Hawaii                                       | Hawaii         | 08:41:17 |                                                                      |
| 26. Juni 1994 | 1     | ITU Long Distance Triathlon World Championships      | Nizza          | 05:59:47 | Triathlon-Weltmeister beim Triathlon International de Nice           |
| 13. Juni 1993 | 3     | Triathlon International de Nice                      | Nizza          | 06:12:26 |                                                                      |
| 15. Aug. 1993 | 2     | ETU Long Distance Triathlon European Championships   | Embrun         | 10:08:35 | Vizeeuropameister Triathlon beim Embrunman hinter Philippe Lie       |
| 10. Juni 1992 | 3     | Triathlon International de Nice                      | Nizza          | 06:08:49 |                                                                      |
| 3. Sep. 1991  | 1     | Triathlon de Gérardmer                               | Gérardmer      |          |                                                                      |
| 5. Juni 1991  | 2     | Triathlon International de Nice                      | Nizza          | 05:59:46 | hinter Mark Allen                                                    |
| 6. Okt. 1990  | 4     | Ironman Hawaii                                       | Hawaii         | 08:45:48 |                                                                      |
| 1990          | 3     | Triathlon International de Nice                      | Nizza          | 06:02:46 |                                                                      |
| 6. Juni 1989  | 2     | Triathlon International de Nice                      | Nizza          | 06:01:17 | hinter Mark Allen                                                    |
| 1988          | 1     | Triathlon International de Nice                      | Nizza          | 06:05:06 |                                                                      |
| 1987          | 2     | ETU Long Distance Triathlon European Championships   | Joroinen       | 08:43:49 | Vizeeuropameister Triathlon hinter Axel Koenders in 8:36:22 h        |
| 1985          | 2     | ETU Long Distance Triathlon European Championships   | Almere         | 09:05:19 | Vizeeuropameister Triathlon beim Almere-Triathlon hinter Gregor Stam |
| 1985          | 3     | Triathlon International de Nice                      | Nizza          | 06:00:49 |                                                                      |
| 6. Okt. 1984  | 4     | Ironman Hawaii                                       | Hawaii         | 09:27:11 | bei der Ironman-Weltmeisterschaft                                    |

| Datum/Jahr    | Platz | Wettbewerb                                      | Austragungsort | Zeit     | Bemerkung                                                                                          |
| ------------- | ----- | ----------------------------------------------- | -------------- | -------- | -------------------------------------------------------------------------------------------------- |
| 16. Aug. 2014 | 35    | ITU Cross Triathlon World Championships         | Olbersdorf     | 02:54:13 | ITU-Weltmeisterschaft Cross-Triathlon                                                              |
| 1. Juni 2014  | 1     | ETU Cross Triathlon European Championship 55-59 | Orosei         | 02:27:02 | bei der Europameisterschaft Cross-Triathlon Sieger der Altersgruppe M55-59                         |
| 14. Juli 2012 | 4     | ETU Cross Triathlon European Championships      | Den Haag       | 01:53:49 | |
| 30. Apr. 2011 | 12    | ITU Cross Triathlon World Championships         | Extremadura    | 01:36:01 | 1 km Schwimmen, 20 km Mountainbiken und 6 km Geländelauf                                           |
| 31. Mai 2009  | DNF   | ETU Cross Triathlon European Championships      | Sardinien      | –        | |
| 13. Sep. 2008 | 1     | ETU Cross Triathlon European Championships      | Ameland        | 02:37:40 | Im Alter von 52 Jahren konnte Rob Barel den Titel in der Europameisterschaft für sich entscheiden. |
| 28. Apr. 2007 | 1     | ETU Cross Triathlon European Championship 50-54 | Ibiza          | 01:26:36 | Europameister Cross-Triathlon in der Altersklasse 50-54                                            |
| 10. Juli 2004 | 2     | Xterra Netherlands                              | Den Haag       |          | |
| 23. Aug. 2003 | 1     | Xterra Netherlands                              | Den Haag       |          | |
| 18. Aug. 2001 | 1     | Xterra Netherlands                              | Den Haag       |          | |

DNF – Did Not Finish